# 푸른 교실 (1985년 드라마)
푸른 교실은 한국방송공사 1TV 특집드라마이다.

## 출연진
- 양미경